# Ranti Martins
Ranti Martins (Agege, 5 settembre 1986) è un ex calciatore nigeriano, di ruolo attaccante.

## Carriera
Tra il 2009 ed il 2011 ha giocato 2 partite in AFC Champions League; nel 2011 ha realizzato 3 reti in 7 presenze in AFC Cup.
Il 16 giugno 2020 annuncia ufficialmente il suo ritiro a seguito di un infortunio prolungato.

## Dopo il ritiro
Nel 2020 ha avviato un'attività immobiliare negli Stati Uniti.

## Statistiche

### Presenze e reti nei club
| Stagione           | Club                 | Campionato         | Campionato | Campionato | Coppe nazionali | Coppe nazionali | Coppe nazionali | Coppe continentali | Coppe continentali | Coppe continentali | Supercoppe | Supercoppe | Supercoppe | Totale | Totale |
| Stagione           | Club                 | Comp               | Pres       | Reti       | Comp            | Pres            | Reti            | Comp               | Pres               | Reti               | Comp       | Pres       | Reti       | Pres   | Reti   |
| ------------------ | -------------------- | ------------------ | ---------- | ---------- | --------------- | --------------- | --------------- | ------------------ | ------------------ | ------------------ | ---------- | ---------- | ---------- | ------ | ------ |
| 2003-2004          | King Faisal Babes FC | GPL                | 4          | 0          | -               | -               | -               | -                  | -                  | -                  | -          | -          | -          | 4      | 0      |
| 2004-2007          | Dempo                | IL                 | 46         | 76         | CF              | 0               | 0               | -                  | -                  | -                  | -          | -          | -          | 46     | 76     |
| 2007-2008          | Dempo                | IL                 | 18         | 12         | CF              | 0               | 0               | AFC Cup            | 0                  | 0                  | SI         | 1          | 0          | 19     | 12     |
| 2008-2009          | Dempo                | IL                 | 22         | 9          | CF              | 0               | 0               | AFC                | 1                  | 0                  | DC         | 0          | 0          | 23     | 9      |
| 2009-2010          | Dempo                | IL                 | 25         | 15         | CF              | 0               | 0               | -                  | -                  | -                  | -          | -          | -          | 25     | 15     |
| 2010-2011          | Dempo                | IL                 | 25         | 28         | CF              | 0               | 0               | AFC+AFC Cup        | 1+7                | 0+3                | -          | -          | -          | 33     | 31     |
| 2011-2012          | Dempo                | IL                 | 25         | 32         | CF              | 0               | 0               | -                  | -                  | -                  | -          | -          | -          | 25     | 32     |
| Totale Dempo       | Totale Dempo         | Totale Dempo       | 161        | 172        |                 | 0               | 0               |                    | 9                  | 3                  |            | 1          | 0          | 171    | 175    |
| 2012-2013          | United SC            | IL                 | 25         | 26         | CF              | 2               | 0               | -                  | -                  | -                  | -          | -          | -          | 27     | 26     |
| 2013-gen.2014      | United SC            | IL                 | 15         | 4          | CF              | 2               | 1               | -                  | -                  | -                  | -          | -          | -          | 17     | 5      |
| Totale United SC   | Totale United SC     | Totale United SC   | 40         | 30         |                 | 4               | 1               |                    | -                  | -                  |            | -          | -          | 44     | 31     |
| gen.-giu. 2014     | Rangdajied United    | IL                 | 8          | 8          | CF              | 0               | 0               | -                  | -                  | -                  | -          | -          | -          | 8      | 8      |
| 2014               | Goa                  | ISL                | 8          | 0          | -               | -               | -               | -                  | -                  | -                  | -          | -          | -          | 8      | 0      |
| 2015-2016          | East Bengal          | IL                 | 20         | 17         | CF              | 2               | 0               | AFC Cup            | 6                  | 4                  | -          | -          | -          | 28     | 21     |
| 2016-2017          | East Bengal          | IL                 | 16         | 12         | CF              | 0               | 0               | -                  | -                  | -                  | -          | -          | -          | 16     | 12     |
| Totale East Bengal | Totale East Bengal   | Totale East Bengal | 36         | 29         |                 | 2               | 0               |                    | 6                  | 4                  |            | -          | -          | 44     | 33     |
| 2016               | Penang               | MSL                | 10         | 4          | CM              | 0               | 0               | -                  | -                  | -                  | -          | -          | -          | 10     | 4      |
| 2017               | Eagles Maryland      | ASL                | 4          | 2          | -               | -               | -               | -                  | -                  | -                  | -          | -          | -          | 4      | 2      |
| Totale Carriera    | Totale Carriera      | Totale Carriera    | 271        | 245        |                 | 6               | 1               |                    | 15                 | 7                  |            | 1          | 0          | 293    | 253    |

## Palmarès

### Club

#### Competizioni nazionali
- I-League: 3

Dempo: 2007–2008, 2009–2010, 2011–2012
- National Football League: 2

Dempo: 2004–2005, 2006–2007
- Coppa della Federazione indiana: 1

Dempo: 2004
- Durand Cup

Dempo: 2006

### Individuale
- Capocannoniere del Campionato indiano: 6

2005-2006 (13 gol), 2010-2011 (28 gol), 2011-2012 (32 gol), 2012-2013 (26 gol), 2014-2015 (17 gol), 2015-2016 (12 gol)
- AIFF I-League Foreigner of the Year (2): 2011–12, 2012–13, 2014–15